# Лунный камень (роман)
«Лунный камень», англ. The Moonstone (1866) — роман английского писателя Уилки Коллинза. По определению критика Т. С. Элиота — самый первый, самый длинный и лучший детективный роман в английской литературе. Вместе с романом «Женщина в белом» считается лучшим произведением Коллинза, а также одним из лучших детективных романов всех времен.
Впервые роман был напечатан в журнале Чарльза Диккенса «Круглый год» (All the Year Round). Роман построен по законам, которые надолго станут обязательными для классических произведений детективного жанра. Но кроме того, Коллинз дал реалистическую картину викторианского общества и нарисовал психологически точные портреты типичных его представителей.

## Сюжет

### Пролог. ШтурмСерингапатама
Перед штурмом индийского города Серингапатама британскими войсками в британском лагере рассказывают фантастическую историю священного алмаза, который был похищен завоевателями с чела идола, и с тех пор три жреца-хранителя, переодевшись, следили за ним и ждали часа, чтобы вернуть свое сокровище. Британцы врываются во дворец, где убивают жрецов, чтобы украсть алмаз из сокровищницы султана.

### Часть первая. Пропажа алмаза
Молодая девушка Рэйчел Вериндер (живущая в родовом поместье в английской глуши с матерью и слугами), согласно завещанию своего дяди, воевавшего в Индии, получает в день своего совершеннолетия крупный алмаз необычайной красоты. Алмаз привозит ей из банка её кузен Фрэнклин Блэк, который влюбляется в девушку. Он же оглашает условия завещания. По ним, в случае насильственной смерти дяди, алмаз надлежит сдать ювелирам и расколоть на алмазы поменьше. В алмазе есть пятно, потому после раскалывания его цена может даже повыситься.
В день рождения девушки съезжаются гости и начинается празднество, во время которого Рэйчел носит камень приколотым к платью. К поместью подбираются нищие индусы, которые начинают церемонию гадания (мальчик входит в транс). Они, несомненно, замечают алмаз у Рэйчел.
Присутствующий среди гостей путешественник по Индии мистер Мертуэт рассказывает, что нищие индусы — это переодетые жрецы-брамины самой высшей касты, а алмаз есть индийская святыня, которую присвоили британские офицеры, и три индусских жреца идут по его следу, не ценя человеческую жизнь и будучи готовыми на все, чтобы вернуть алмаз в храм. Условие завещания о раскалывании алмаза означает, что денежная ценность алмаза сохраняется, но он перестает быть святыней, привлекательной для индусов (история камня содержит элементы историй таких легендарных камней, как Алмаз Хоупа и Орлов). Путешественник безуспешно уговаривает Рэйчел расколоть алмаз.
На дне рождения присутствуют местный доктор Канди и еще один кузен Рэйчел — Годфри Эблуайт. Блэк издевается над доктором, говоря, что медицина — это когда слепец водит слепца.
В ночь, последовавшую за днем рождения Рэйчел, камень исчезает из комнаты, находящейся рядом с её спальней. Вызывают местного полицейского, который ничего не может добиться, но замечает, что на раскрашенной для развлечения двери спальни (в раскраске участвовали сама Рэйчел и Фрэнклин Блэк) смазана краска, несомненно, чьей-то одеждой.
Вызывают лучшего сыщика Англии Каффа. Он немедленно понимает, что краску на двери смазал похититель алмаза во время похищения. Внимание Каффа привлекает младшая служанка Розанна Спирман, очень уродливая и в прошлом заключенная тюрьмы. Чтобы оказать давление на служанку, Кафф подстраивает разговор с Блэком так, что та слышит, как Блэк говорит: «Я не принимаю никакого участия в Розанне Спирман». Склонная к депрессиям Розанна, тайно влюбленная в Блэка, совершает самоубийство, бросившись в зыбучие пески, к которым её тянуло давно.
Кафф устраивает поиски запачканной краской одежды. Её не находят. Рэйчел закатывает истерики на тему «никто и никогда этот алмаз не найдет, он пропал и навсегда». Скорее всего, она как минимум знает, кто вор.
Сыщик Кафф приходит к выводу, что алмаз могла «похитить» сама Рэйчел для оплаты тайных долгов. Он говорит, что в запачканной одежде, которую не нашли, — ключ ко всему делу. Леди Вериндер отказывается от его дальнейших услуг, заявив, что она убеждена и в его уме, и в его добросовестности, но еще тверже убеждена в том, что «обстоятельства роковым образом обманули его». При этом она расплачивается с ним столь щедро, что, увидев сумму на вручённом ему чеке, сыщик Кафф удивлённо поднимает брови и продолжает заниматься делом уже по собственной инициативе. Он делает три предсказания: во-первых, что они услышат кое-что от подруги Розанны, когда почтальон доставит ей предсмертное письмо Розанны; во вторых, что все ещё услышат о трёх индусах; в-третьих, что они услышат о ростовщике по имени Септимус Люкер. Все три предсказания сыщика Каффа исполнились меньше чем через неделю.

### Часть вторая. Открытие истины.
Мать Рэйчел леди Вериндер умирает от инсульта. Некие индусы напали на ростовщика Септимуса Люкера, одурманив его чем-то вроде хлороформа, обыскав его и взяв только расписку о сдаче ценной вещи в банк. Перед применением химиката индусы спрашивают у него, каков в английском ростовщичестве последний срок возврата заложенной вещи. Газетчикам Люкер сообщает, что индусы искали некую ценную вещь, которая находится в сейфе его поверенных, но не говорит, какая именно эта вещь. 
Следом, такому же нападению подвергается Годфри Эблуайт, который на тот момент сделал предложение Рэйчел и получил её согласие. Помолвка потом разрывается, т.к. Рэйчел узнает, что Годфри сделал предложение, рассчитывая с помощью денег Рэйчел расплатиться с долгами.
В Англию возвращается Фрэнклин Блэк, который, ранее подружившись с дворецким Беттереджем, живет в том же доме, где произошла кража. Туда приходит местная бедная девушка, и приносит письмо Блэку, говоря, что он стал причиной смерти Розанны Спирман. В письме описывается, как найти сундучок, утопленный в зыбучем песке и привязанный цепочкой. В сундучке находится ночная рубашка с меткой "Фрэнклин Блэк", испачканная краской, и второе письмо. В нем Розанна Спирман рассказывает, что запачканную ночную рубашку нашла утром, когда делала уборку в его спальне и сразу поняла, что Блэк есть похититель алмаза, и что запачканная краской рубашка есть улика. Будучи влюблена в Блэка, Розанна втайне сшила новую рубашку, подменив и спрятав первоначальную. Далее же она приняла решение о самоубийстве, услышав, что Блэк не принимает в ней участия.
Блэк, зная, что он не похищал алмаз, загорается идеей раскрыть преступление. Он бурно объясняется по этому поводу с Рэйчел, которая в конце концов говорит ему: «Да как я могу вам верить, если я собственными глазами видела, как вы взяли алмаз!»
К мистеру Блэку обращается доктор Эзра Дженнингс, умирающий от рака, но желающий успеть закончить своё исследование о влиянии опиума на человека. Эзра считает, что Блэк на момент кражи находился в состоянии сомнамбулы под действием опиума (опиум Блэку подмешал доктор Канди с чьим-то соучастием, обидевшись на слова о слепце, водящем слепца), и ничего не помнит. Он считает необходимым повторить обстановку, насколько возможно, дав Блэку дозу опиума и посмотрев, что он будет делать. Рэйчел разрешает им провести это действие в её доме. Для подготовки Блэк снова бросает курить, чтобы расшатать себе нервы, и дает опоить себя опиумом. Блэк, Эзра и Беттередж считают, что алмаз спрятан сомнамбулическим Блэком где-то в доме, и считают, что во время второго эпизода Блэк укажет на это место.
Блэк действительно берет кусок хрусталя, представляющий алмаз, но роняет его на пол и валится сонный. Эксперимент проваливается, но полностью убеждает Рэйчел в невиновности мистера Блэка, и они все улаживают между собой (в конце романа сообщается об их свадьбе и о том, что они ждут прибавления семейства). 
Далее снова появляется Кафф. Перед началом погони за преступником Кафф показывает всем запечатанный конверт, и говорит, что там имя похитителя, и что его можно будет вскрыть только после того, как дело выяснится.
Друзья следят за неким бородатым человеком, посещающим офис банкира Люкера. Быстро выясняется, что за этим же человеком следят и трое индусов.
Слежка приводит в припортовую ночлежку, где бородача находят мертвым, а бороду — фальшивой. Вскрывают конверт. Оказывается, что Кафф действительно вычислил имя похитителя алмаза, ныне убитого, — это Годфри Эблуайт. Выясняется, что Блэк в сомнамбулическом состоянии передал камень ему, а тот решил его присвоить.

### Эпилог. Как был найден алмаз.
Английский путешественник Мертуэт снова видит алмаз на лбу идола в Сомнатхе.

## История создания
В заглавие романа вынесено название жёлтого алмаза (а не адуляра), по легенде украшавшего изваяние бога Луны и будто бы подверженного её влиянию. Сначала камень хранился в Сомнауте, потом под охраной троих браминов, не покидавших его никогда, он был перевезён вместе со статуей бога в Бенарес. Спустя века алмаз был похищен, и, переходя из рук в руки незаконных владельцев, приносил им несчастье.
Роман содержит ряд признаков, которые стали атрибутами классического детектива. Его художественные модели, сюжетные повороты, образы позднее будут взяты на вооружение Г. К. Честертоном, Конан Дойлем, Агатой Кристи и другими мастерами детективного жанра:
- Преступление происходит в уединённом месте;
- Преступление совершено кем-то из ограниченного круга людей, представленных читателю в самом начале повествования, человеком, до определённого момента находящимся вне подозрения;
- Расследование идёт по ложному следу;
- Дело ведёт следователь-профессионал;
- Ему противостоит недалёкий местный полицейский;
- Мотив убийства в «запертой комнате»;
- Научная реконструкция преступления в обстоятельствах, максимально приближённых к событиям;
- Неожиданная развязка
- Рассказчик-преступник (этот прием использовала Агата Кристи в знаменитом детективе «Убийство Роджера Экройда»)[3]

Образ сыщика Каффа из Скотланд-Ярда, человека невзрачной внешности и выдающихся способностей, имеет реальный прототип. Диккенс в своём журнале опубликовал несколько статей о сержанте Джонатане Уичере, где называл его одним из самых выдающихся полицейских Лондона. Мотивы из реального дела (убийства молодой девушкой Констанс Кент своего сводного брата), расследовавшегося Уичером, Коллинз использовал в романе.
Рассказ о событиях ведётся непосредственно действующими лицами.

## Действующие лица
- Джулия, Леди Вериндер — истинный представитель аристократического рода;
- Рэйчел Вериндер — молодая девушка, единственная дочь леди Вериндер;
- Фрэнклин Блэк — кузен Рэйчел, претендент на её руку; принимает действенное участие в поиске алмаза, в финале женится на ней;
- Годфри Эблуайт — кузен Рэйчел, позднее помолвленный с ней; адвокат и филантроп, присвоивший алмаз;
- Габриэль Беттередж — дворецкий леди Джулии Вериндер;
- Джон Гернкастль — полковник, брат леди Джулии Вериндер, «злой гений», первый английский владелец Лунного камня;
- Доктор Канди — семейный врач, невольный виновник «кражи» алмаза;
- Розанна Спирман — вторая служанка в доме леди Вериндер, бывшая воровка;
- Инспектор Сигрэв — местный полицейский;
- Сыщик Ричард Кафф — приглашённый полицейский из Лондона;
- Мисс Друзилла Клак — племянница отца Рэйчел, клерикалка;
- Мэтью Брефф — стряпчий семейства Вериндер;
- Мистер Мертуэт — английский путешественник, разоблачивший браминов в Англии и в эпилоге обнаруживший алмаз в Индии;
- Пенелопа Беттередж — горничная и подруга детства Рэйчел Вериндер, дочь Габриэля Беттереджа;
- Эзра Дженнингс — врач, способствовавший открытию истинного положения дел и способствовавший воссоединению любящих сердец;
- Септимус Люкер — ростовщик, которому был заложен украденный алмаз.

## Переводы
Первые переводы романа на русский появились одновременно с выходом в Англии уже в 1868 г.: в приложении к журналу «Русский Вестник» и в «Собрании иностранных романов, повестей и рассказов в переводе на русский язык» (СПб.: Типография И. И. Глазунова). Авторы этих переводов неизвестны. Оба этих дореволюционных перевода доступны в сети. Перевод Д. А. Тернова (1895) — вероятно, переиздание одного из них, также используется в выходных данных переизданий XXI века — им в нескольких изданиях подписан перевод Мариэтты Шагинян.
Как показало переводческое исследование 2022 года, самый издаваемый советский перевод романа работы Мариэтты Шагинян (1947) в действительности представляет собой не самостоятельный перевод, а отредактированную и сокращенную версию перевода из «Собрания иностранных романов». Он содержит большое количество купюр и смысловых искажений, переходящих из одного переиздания в другое; убраны христианские отсылки в речи персонажей, упоминания о суицидальных намерениях, сглажены речевые характеристики персонажей.
В 2015 году в Харькове был опубликован третий из существующих независимых переводов романа работы Виталия Михалюка. Перевод В. Ильиных (2011) можно назвать пересказом, настолько он сокращён.
В 2022 году роман вышел в переводе Сергея Рюмина, а в 2023 году ожидается издание в переводе Александра Ливерганта (фрагмент опубликован в журнале «Иностранная литература» (№2, 2023).